# John Mark Gannon
John Mark Gannon (* 12. Juni 1877 in Erie, Pennsylvania; † 5. September 1968 ebenda) war ein US-amerikanischer römisch-katholischer Geistlicher und Bischof von Erie.

## Leben
Er war der Sohn von Thomas Gannon, der noch im Sezessionskrieg als Trommeljunge gedient hatte, und dessen Frau Julia. Die Priesterweihe empfing Gannon am 21. Dezember 1901.
Am 13. November 1917 wurde er zum Titularbischof von Nilopolis und zum Weihbischof im Bistum Erie ernannt. Die Bischofsweihe spendete ihm am 6. Februar 1918 der Bischof von Scranton, Michael John Hoban; Mitkonsekratoren waren Philip Richard McDevitt, Bischof von Harrisburg, und John Joseph McCort, Weihbischof im Erzbistum Philadelphia. Am 26. August 1920 folgte er seinem Vorgänger John Edmund Fitzmaurice als fünfter Bischof von Erie. Im Jahr 1953 wurde er zum Erzbischof ad personam ernannt.
Obwohl John Mark Gannon wegen seines hohen Alters nicht mehr am Zweiten Vatikanischen Konzil anwesend war, befürwortete er die dort beschlossenen Neuerungen, insbesondere die Feier der Liturgie in Englisch.
Am 9. Dezember 1966 resignierte John Mark Gannon auf den Bischofssitz in Erie und wurde zum Titularerzbischof von Tacarata ernannt.

## Wirken
In Bischof Gannons 46 Jahre währende Amtszeit fielen sowohl die Great Depression als auch der Zweite Weltkrieg. Ungeachtet der schwierigen Zeitumstände gelang es dem Bischof, 28 Pfarreien, 49 Kirchengebäude, sieben Dekanate und 12 Klöster mitzugründen.